# 香川県道245号豊浜港線
香川県道245号豊浜港線（かがわけんどう245ごう とよはまこうせん）は、香川県観音寺市を通る一般県道である。

## 概要

### 路線データ
- 起点：香川県観音寺市豊浜町姫浜（豊浜港）
- 終点：香川県観音寺市豊浜町姫浜（姫浜交差点、国道11号交点、国道377号終点）
- 総延長：0.218 km

## 地理

### 通過する自治体
- 観音寺市

### 交差する道路
| 交差する道路       | 交差する場所 | 交差する場所      |
| ------------------ | ------------ | ----------------- |
| 国道11号 国道377号 | 豊浜町姫浜   | 姫浜交差点 / 終点 |

### 沿線
- 豊浜港
- 百十四銀行豊浜支店